# Џигитовка
Џигитовка је скуп акробација вршених на коњу. Потиче од кавкаске ријечи џигит, која означава одличног јахача који може са коња у трку да користи своје оружје. Козаци су прихватили џигитовку од племена са кавказа.
Џигитовка се може изводити у групи или појединачно.
Активности укључују (с коња у трку или галопу):
- узјахивање и сјахивање
- гађање циљева на земљи или у ваздуху из пушке
- скакање преко коња или провлачење испод коња
- дизање предмета са земље
- сјечење предмета са сабљом
- јахање на боку коња
- седлање и раседлавање
- друго

Ове вјежбе јачају снагу, спретност и одлучност јахача, а служе и за тренажу коња.
У царској Русији је ова вјежба била дио регуларне обуке козачких и других коњичких јединица.